# Betelkyrkan, Ljungby
Betelkyrkan i Ljungby är lokalen för Ljungby Baptistförsamling tillhörande Evangeliska Frikyrkan (EFK). Församlingen är bildad 1880 och är en av de äldsta baptistförsamlingarna i Sverige.

## Historik
Under mitten av 1800-talet framträdde baptismen som en av de första frikyrkorörelserna i Sverige. Tidigt i dess historia kom den också att beröra människor i Sunnerbo. Baptisterna tog på många punkter avstånd från det ordinära kyrkolivet och kom därför i konflikt med både samhällets och statskyrkans regelverk. År 1857 hölls den första rättegången i Sunnerbo mot några av baptisterna. Sju unga kvinnor från Issjöa baptistförsamling döms till bötesstraff och fem av dessa måste – för att de inte kunde eller ville betala bötesstraffet – underkasta sig vatten- och brödstraff i Växjö cellfängelse. Dessa personer och denna församling var upprinnelsen till det som år 1880 blev Ljungby baptistförsamling
Församlingen kom tidigt att bli en del av Svenska Baptistsamfundet. År 1939 begärde församlingen utträde ur Skånes distriktsförening och därmed också ur Baptistsamfundet. Man valde istället att samarbeta med Örebromissionen, som vid denna tid blev ett nytt frikyrkosamfund i Sverige. Vid årsskiftet 1997 gick Örebromissionen och Helgelseförbundet/Fribaptistsamfundet tillsammans och bildade det nya samfundet Nybygget – kristen samverkan. Under år 2002 bytte samfundet namn till Evangeliska Frikyrkan.

## Verksamhet
Församlingen bedriver Gudstjänstverksamhet, barn- och ungdomsverksamhet, diakonalt arbete, språkcafé för nyanlända m.m.